# Chloë McCardel
Chloë McCardel (* 10. Mai 1985 in Melbourne, Australien) ist eine australische Langstreckenschwimmerin, die insbesondere für ihren ehemaligen Weltrekord im Extremschwimmen und ihre Durchquerungen des Ärmelkanals bekannt ist.
Von 2014 bis 2021 hielt McCardel den Weltrekord für die längste, ohne Hilfsmittel zurückgelegte Distanz auf dem Ozean. Dazu schwamm sie im Oktober 2014 eine Strecke von 124,4 Kilometern von der Insel Eleuthera (Bahamas) bis nach Nassau, Bahamas. Sie schwamm insgesamt 41 Stunden und 21 Minuten mit einem Team von 15 Personen, das sich um ihre Sicherheit und ihr Wohlbefinden kümmerte. Zwei Repräsentanten der Marathon Swimming Federation ratifizierten ihren Weltrekord. Zuvor hatte sie 2013 versucht, 166 Kilometer ohne Hilfsmittel von Kuba nach Florida zu schwimmen. Der Versuch endete nach 11 von geplanten 60 Stunden, da sie von mehreren Würfelquallen gestochen wurde und unter zu großen Schmerzen litt.
Am 13. Oktober 2021 durchquerte sie zum 44. Mal den Ärmelkanal und hält seitdem den Weltrekord für die meisten Querungen des Ärmelkanals. McCardel durchquerte den Ärmelkanal erstmals 2009. Im Jahr 2021 durchquerte sie ihn siebenmal, zum Teil mehrmals in einer Woche. Sie absolvierte außerdem drei Doppel- und eine Dreifachquerung des Ärmelkanals.